# Denise Alexander
Denise Alexander (New York, 11 novembre 1939 – Boulder, 5 marzo 2025) è stata un'attrice statunitense, nota soprattutto per aver interpretato il personaggio di Lesley Webber nella soap opera General Hospital.

## Filmografia parziale

### Cinema
- Delitto nella strada (Crime in the Streets), regia di Don Siegel (1956)
- Quello strano sentimento (That Funny Feeling), regia di Richard Thorpe (1965)

### Televisione
- Climax! – serie TV, episodio 2x01 (1955)
- June Allyson Show (The DuPont Show with June Allyson) – serie TV, episodio 1x07 (1959)
- I detectives (The Detectives) – serie TV, episodi 1x21-2x15 (1960-1961)
- The Clear Horizon (1960-1962)
- Ben Casey – serie TV, episodio 1x14 (1962)
- Il virginiano (The Virginian) – serie TV, episodio 1x08 (1962)
- Ben Jerrod (1963)
- Il tempo della nostra vita (Days of Our Lives) (1966-1973)
- General Hospital (1973-1984; 1996-2009; 2013; 2017)
- Destini (Another World) (1986-1989; 1991)
- Sunset Beach (1997-1998)